# Plac św. Ducha w Krakowie
Plac św. Ducha – plac położony w północnej części Starego Miasta w Krakowie, wytyczony ok. 1890 roku między ulicą Szpitalną a ulicą św. Krzyża. Od średniowiecza teren był zabudowany gmachami klasztornymi, szpitalnymi i kościelnymi duchaków. Pierwszy szpital powstał tam w 1244 roku. Stał tam również kościół Ducha Świętego.
Według opisu sporządzonego w 1739 roku, piętrowe budynki duchackie składały się z dwóch głównych skrzydeł. Jedno skrzydło (wschodnie) biegło od lewej strony kościoła św. Krzyża w stronę placu św. Ducha i łączyło się pod kątem rozwartym ze skrzydłem drugim, biegnącym ukośnie w stronę ul. Szpitalnej, tj. ku północnemu zachodowi. Łącznikiem obu tych skrzydeł był kościół św. Ducha. Do północnej ściany tego kościoła, w rejonie wschodniego skrzydła zabudowań duchackich, przylegał budynek biegnący ku północy i łączący się następnie pod kątem prostym z domem równoległym do skrzydła wschodniego. Budynek ten połączono w XIX w. za pomocą galerii ze skrzydłem wschodnim, tworząc zamknięty prostokątny dziedziniec. Wejście do szpitala św. Ducha znajdowało się od strony placu św. Ducha. Do roku 1788 przyjmowano tam wyłącznie chorych biednych i bezdomnych. Opuszczone przez oddziały położnic i podrzutków piętro w gmachu szpitalnym przeznaczono na fabrykę sukna, co doprowadziło do znacznej dewastacji budynku. Po zajęciu Krakowa przez Austrię w 1796 roku, były klasztor Duchaków zamieniono na c.k. urząd menniczy, a w szpitalu św. Ducha umieszczono w 1810 roku lazaret wojskowy. W roku 1821 Senat Rządzący Wolnego Miasta Krakowa przeniósł do dawnego gmachu duchackiego szpital dla chorych wenerycznie i umysłowo. Po przeprowadzeniu w 1879 tego szpitala do nowych budynków, zabudowania poduchackie zajęto na areszt oraz składy miejskie i składy prywatne.
Z kompleksem zabudowań duchackich związana była szkoła św. Ducha. Najstarsza wzmianka o niej pochodzi z 1424 roku. Szkoła ta należała do szpitala i była utrzymywana przez duchaków. Uczęszczali tam chłopcy ze szpitala i uczniowie z parafii św. Ducha. Około 1739 budynek szkoły popadł w ruinę, ale został odbudowany w 1757. Piętrowy gmach szkoły znajdował się na końcu skrzydła północno-zachodniego zabudowań duchackich i wcinał się w ul. Szpitalną. Obiekt dotrwał do czasów Wolnego Miasta Krakowa, a następnie został zburzony w celu rozszerzenia ul. Szpitalnej.
W 1891 mimo protestów miłośników historii i zabytków krakowskich z Janem Matejką na czele budynki zostały rozebrane by zrobić miejsce pod gmach Teatru Miejskiego. Ocalał jedynie wzniesiony w 1474 roku Dom pod Krzyżem w Krakowie – budynek szpitala scholarów (obecnie zajęty przez Muzeum Historyczne Miasta Krakowa), zabudowania klasztoru duchaczek oraz kościół Świętego Krzyża.
W 1910 roku podczas obchodów 500. rocznicy bitwy pod Grunwaldem, w specjalnie wzniesionym drewnianym pawilonie, wystawiono panoramę bitwy pod Grunwaldem namalowaną przez Tadeusza Popiela i Zygmunta Rozwadowskiego.
Od 1929 do roku 1952 (1956?) na Placu św. Ducha, obok Domu pod Krzyżem, funkcjonował dworzec autobusowy, potem (do 2020 roku) był to parking.
Przed wejściem do teatru znajduje się pomnik Aleksandra Fredry autorstwa Cypriana Godebskiego (1900).

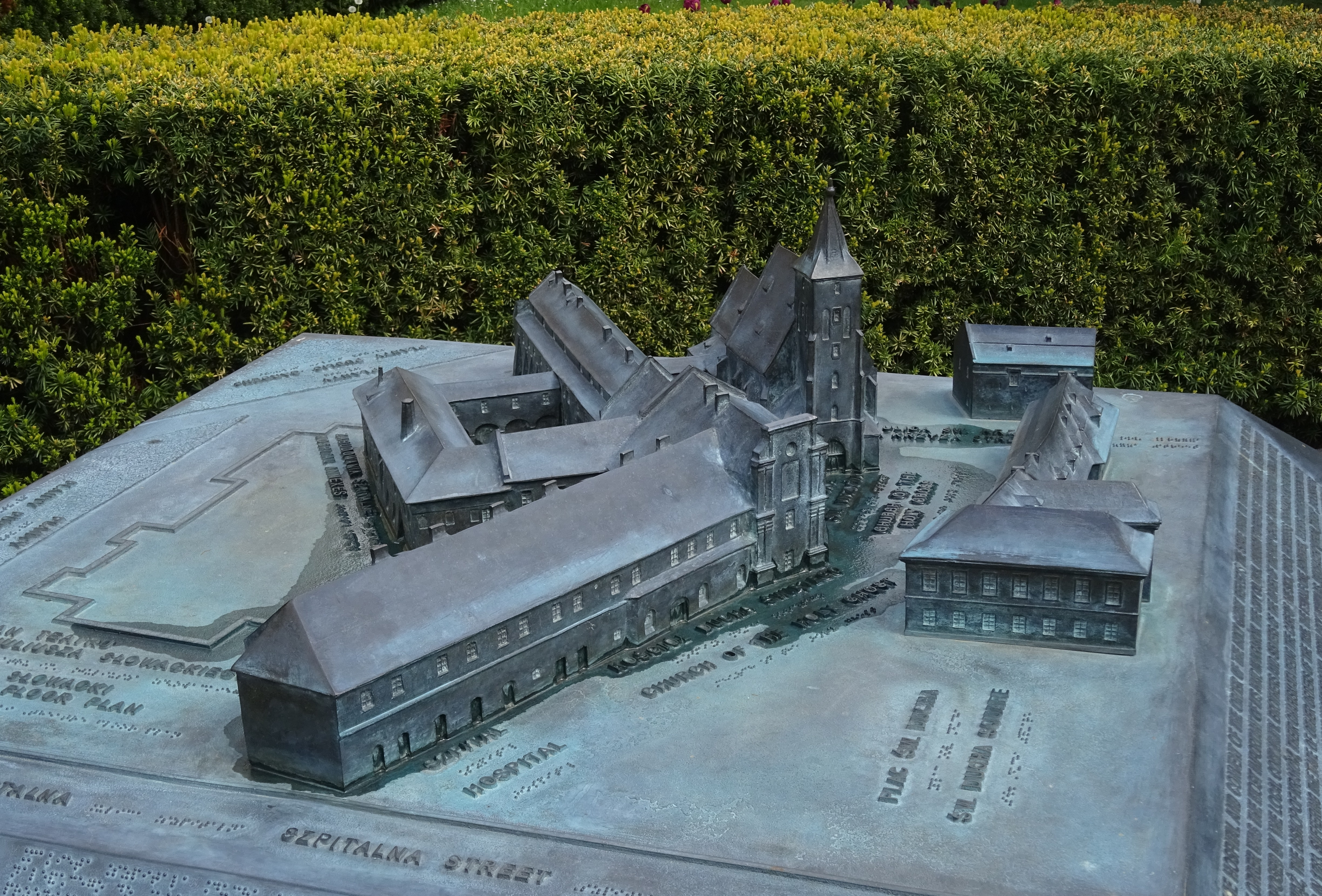
Znajdujący się na placu św. Ducha model Kościoła Ducha Świętego z zabudowaniami szpitalnymi i istniejącym do dziś Kościołem Świętego Krzyża według stanu sprzed wyburzeń, po lewej stronie zaznaczony plan Teatru im. Juliusza Słowackiego.
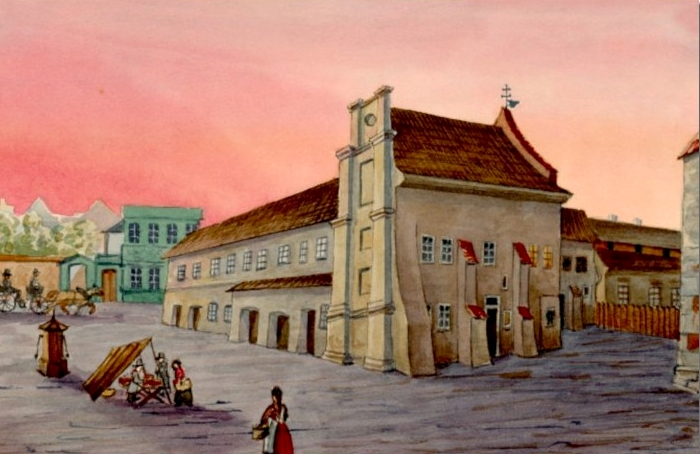
Kościół i szpital św. Ducha na akwareli Klemensa Bąkowskiego, 2. poł. XIX w.
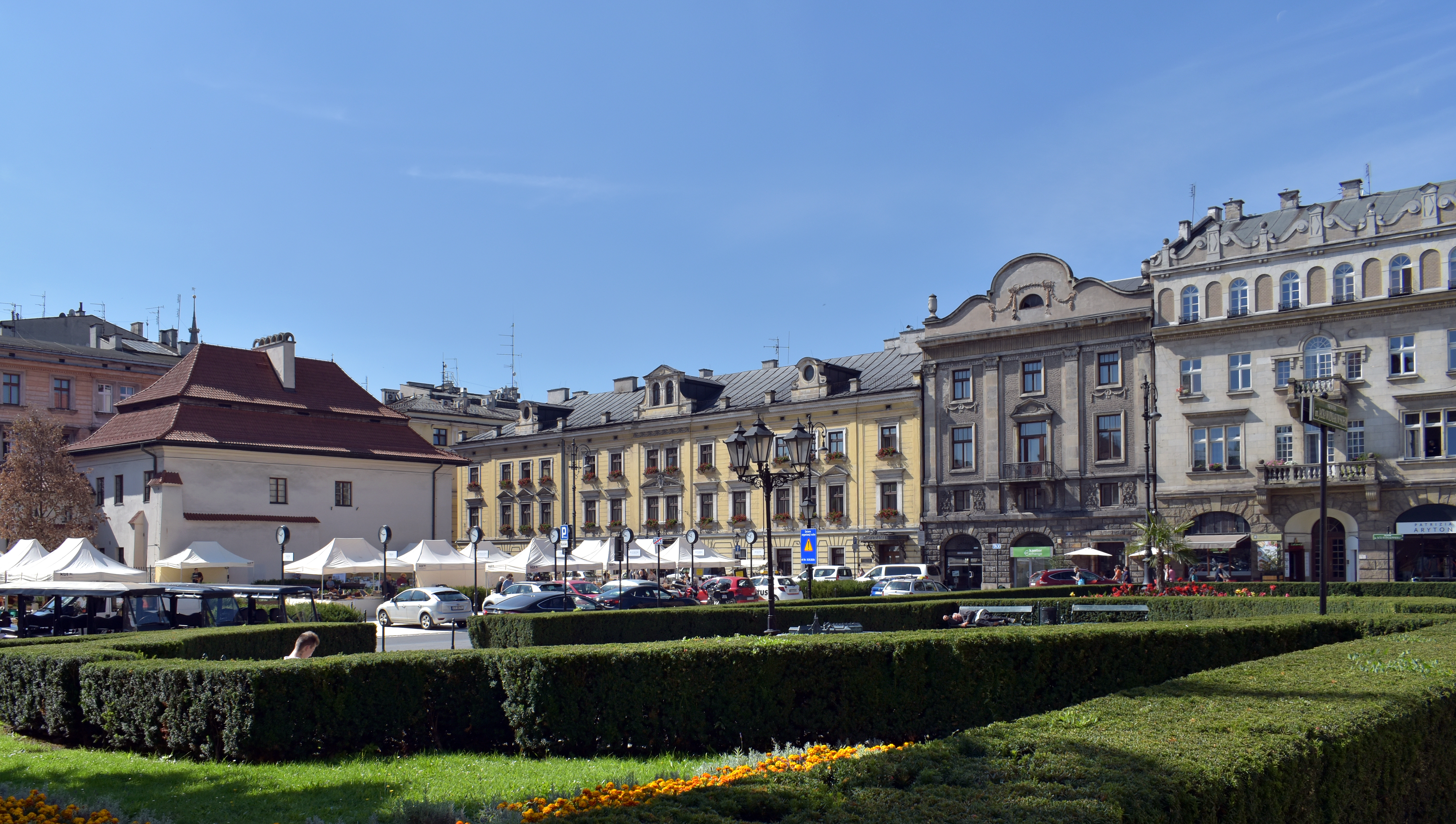
Plac widziany ze wschodu. Od lewej Dom pod Krzyżem, przed nim dawny parking a wcześniej dworzec autobusowy obecnie (rok 2020) po rewitalizacji, dalej Hotel Pollera, Dom Pollerów, Kamienica Murdzieńskich. Na pierwszym planie skwer im. Jacka Woźniakowskiego.
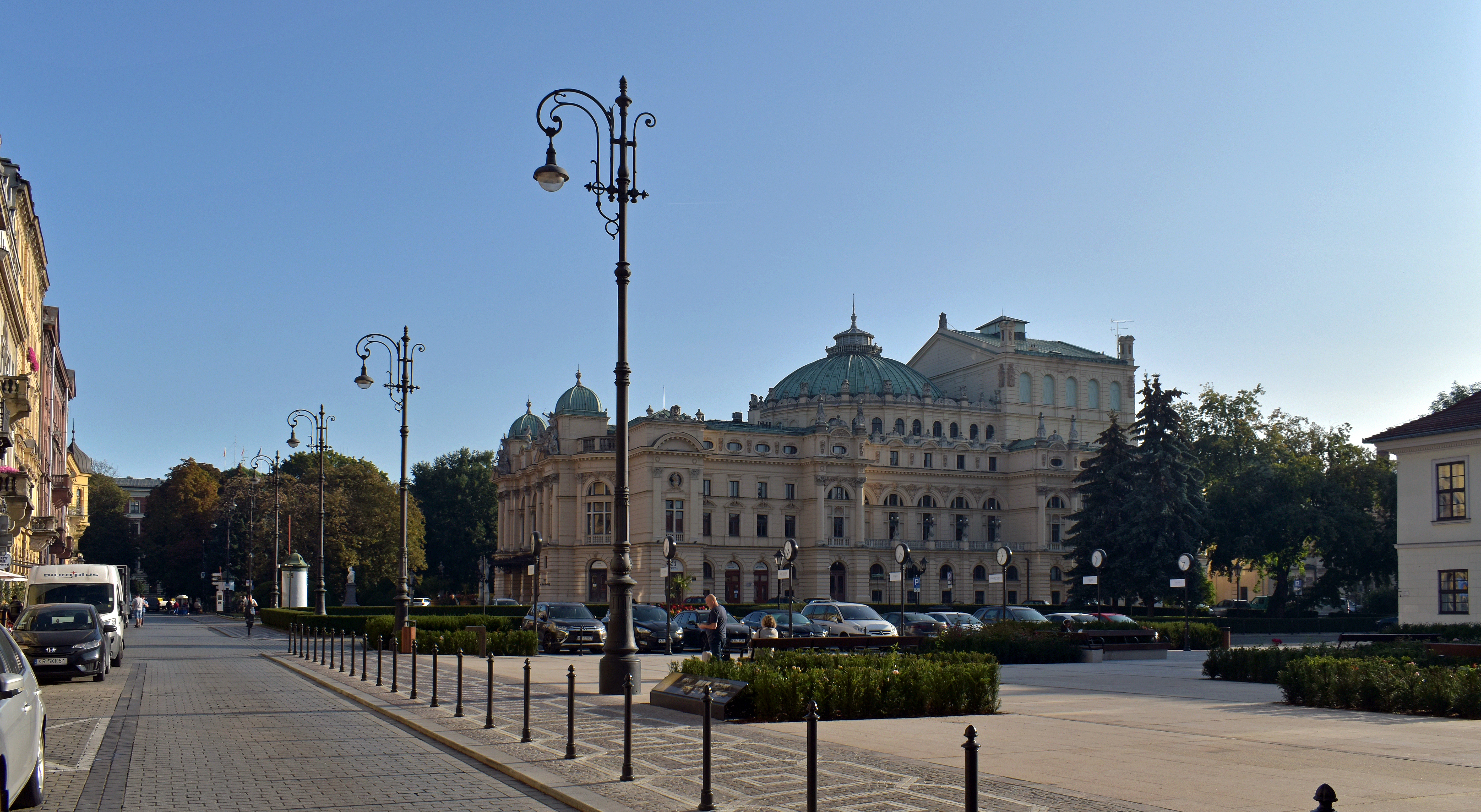
Plac widziany z południa, z ul. Szpitalnej.
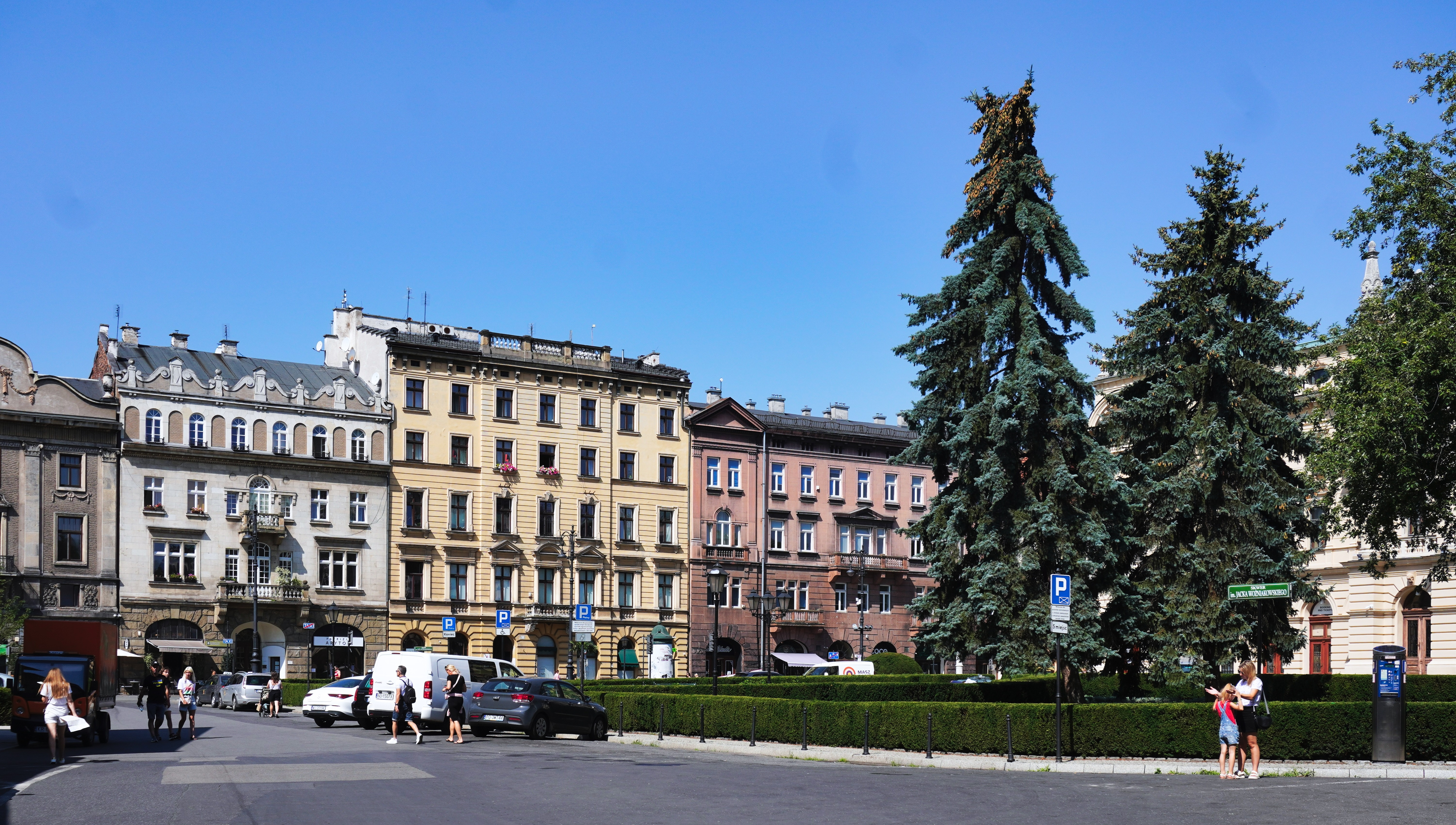
Plac widziany z południowego wschodu, od ul. św. Krzyża.
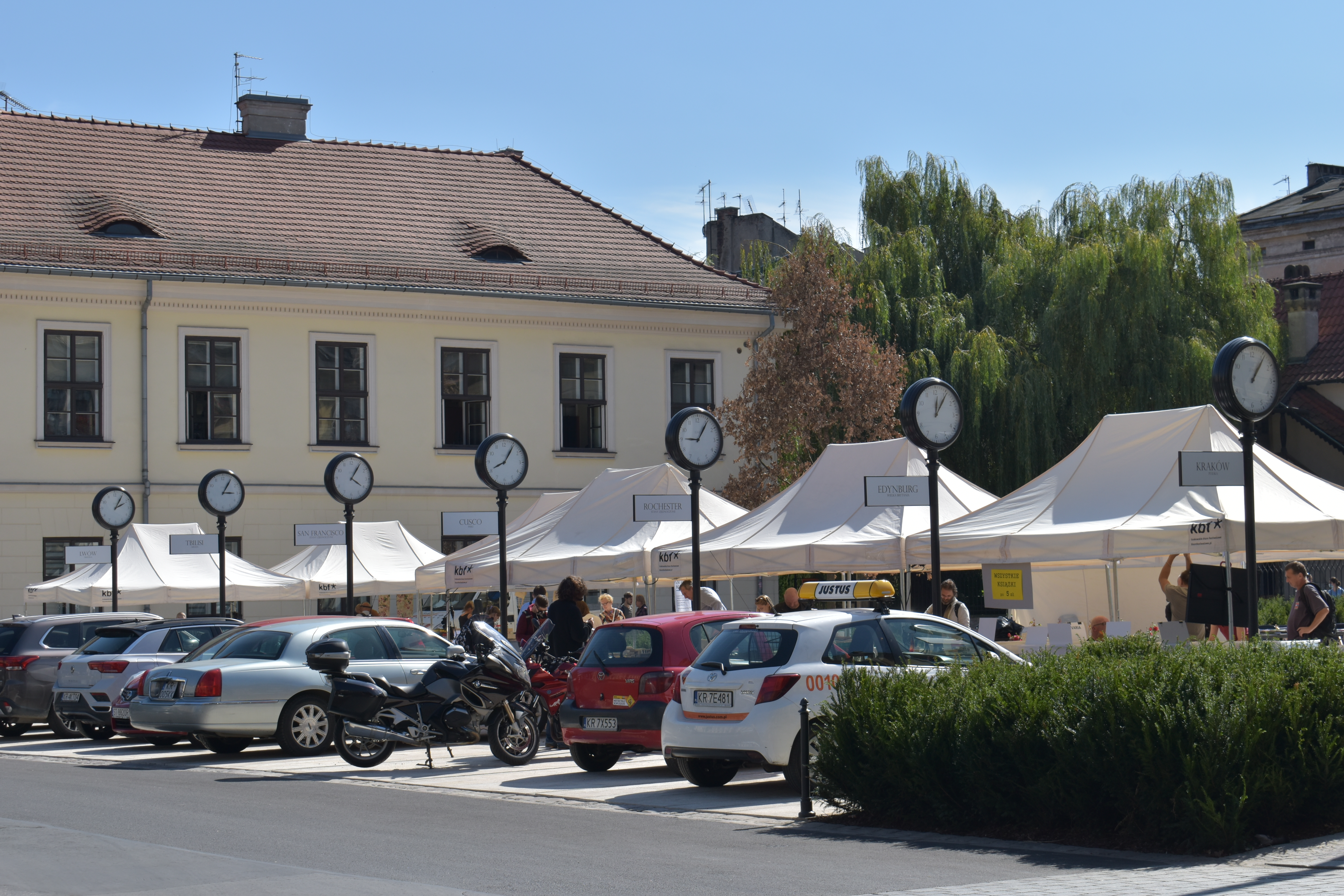
Zrewitalizowany dawny parking. Zegary takie jak na dawnym dworcu autobusowym, obecnie pokazujące czas w miastach partnerskich Krakowa.